# Fort de Lahore
Le fort de Lahore, parfois appelé la citadelle de Shahi Qila est une fortification créé par l'Empereur moghol Shâh Jahân alors à son apogée. Sur le territoire du Pakistan, il est inscrit conjointement avec les jardins de Shalimar depuis 1981 sur la liste du patrimoine mondial.
Depuis 2000, le fort et les jardins sont inscrits sur la liste du patrimoine mondial en péril.